# ニホンウサギコウモリ
ニホンウサギコウモリ(Plecotus sacrimontis)は、翼手目ヒナコウモリ科ウサギコウモリ属に分類されるコウモリ。

## 分布
日本（北海道、本州（中国地方を除く）、四国）、千島列島。以前は九州で発見例がなかったが、2010年に大分県（2012年にも同じ場所・2013年には県内の別の場所で）で本種と思われるウサギコウモリ類が発見され、後にこの個体の飛膜片のミトコンドリアDNAシトクロムbの分子系統推定でも本種であるという解析結果が得られた。
模式標本の産地（基準産地・タイプ産地・模式産地）は富士山。

## 特徴
ウサギのような大きな耳をもち、頭よりも耳が大きい。これが和名の由来にもなっている。
主に灰色であるが、濃い色と薄い色の2種類が知られている。

## 分類
以前はウサギコウモリが日本にも分布する、もしくは日本産は亜種ニホンウサギコウモリP. a. sacrimontisとされていた。2006年に発表されたウサギコウモリ属のミトコンドリアDNA16S rRNAの分子系統推定から、ウサギコウモリを細分化（新種記載・亜種を独立種とするなど）する説が提唱された。この系統推定では本種はシベリア南部からウスリー地方・サハリンなどに分布するP. kozroviや、モンゴル南部や内モンゴル自治区に分布するP. ogneviに近縁とする解析結果が得られている。

## 生態
元々は樹洞をねぐらとして利用していたが、営巣木の減少に伴い洞窟や人工建造物も利用するようになったと考えられている。
主に樹洞を昼間の隠れ家とするが、洞窟や人工物も利用する。初夏に出産する。出産保育コロニーのサイズは10-30個体が一般的とされるが、なかには150個体以上のコロニーも報告されている。飛翔する昆虫を食べる。超音波の周波数は30-50Hzで、他のコウモリと比べてあまり強くはない。
尾瀬の管理施設内に侵入した個体のものと思われる食べ残しから、カギバガ類やシャクガ類・メイガ類・ヤガ類などの鱗翅目・カゲロウ類を食べていたとする報告例がある。

## 人間との関係
営巣木の減少に伴う影響が懸念されている。近畿地方以西の愛媛県・岡山県・徳島県・奈良県・三重県・和歌山県といった地域では報告例が限られている上に分布域も分断されていて、地域個体群の絶滅が懸念されている。
絶滅のおそれのある地域個体群（環境省レッドリスト）
2002年（平成14年）3月に『改訂・日本の絶滅のおそれのある野生生物 -レッドデータブック- 1 哺乳類』が作成された際には絶滅危惧II類（VU）であったが、2007年（平成19年）8月3日に発表されたレッドリスト（2007年版）では、生息確認地点数の増加と広範囲での分布確認を理由に、ランク外とされた。